# Aeroport de Lugano
L'Aeroport de Lugano, en italià: Aeroporto di Lugano (codi IATA: LUG, codi OACI: LSZA) és un aeroport regional ubicat a 4 km a l'oest de la ciutat suïssa de Lugano, aproximadament a 80 km al nord de Milà, entre els municipis d'Agno, Bioggio i Muzzano. Es troba més a prop del poble d'Agno que de Lugano, i de vegades es coneix com a Lugano-Agno. Al voltant de 200.000 passatgers utilitzen l'aeroport cada any, amb uns 2.400 vols. També hi ha operacions de càrrega limitades, un club i una escola de vol. La seu de Darwin Airline es trobava a l'aeroport abans de la seva fallida.
L'aeroport està situat en terrenys propietat de la ciutat de Lugano, mentre que la gestió és responsabilitat de Lugano Airport SA, les accions de les quals són propietat del cantó de Ticino (12,5%) i la ciutat (87,5%). L'empresa té 73 empleats, i una facturació anual de 10 milions de francs suïssos.

## Història
La ubicació actual de l'aeroport data de 1938, quan es va obrir com a camp d'herba. La primera pista pavimentada es va establir el 1960 i originalment tenia una longitud de 1.200 m i una amplada de 30 m. Gestionat inicialment per empreses del sector privat, l'aeroport va ser adquirit per l'Azienda comunale dei trasporti della Città di Lugano, empresa de transport municipal de Lugano, el 1974.
A principis dels anys vuitanta, la companyia aèria Crossair va decidir invertir a l'aeroport, establint connexions entre Lugano i diverses ciutats europees. El 1985 es va ampliar la pista a uns 150 m més, i el 1989 es va posar en funcionament una nova torre de control.

## Instal·lacions

### Terminal
L'aeroport disposa d'una única terminal de passatgers, amb bitllets d'avió i taulells de facturació, instal·lacions de seguretat i duanes de l'aeroport. Hi ha un saló de sortida de la zona aèria amb botigues duty-free, un bar i un snack bar. L'embarcament dels avions és generalment a peu a través de la passarel·la, encara que de vegades s'utilitzen autobusos quan l'avió no està estacionat al costat de l'edifici de la terminal.
Un edifici adjacent a l'edifici de la terminal acull el restaurant de l'aeroport i el club de vol, amb seients exteriors sota un tendal entre els dos edificis. Altres establiments de restauració i botigues estan situats al voltant d'un pati obert adjacent.

### Pista
L'aeroport té una única pista bidireccional amb una superfície asfaltada, identificada com a 01/19. La pista és de 1.420 m de llarg, 30 m d'amplada, i a 279 m metres sobre el nivell del mar. No hi ha pista de rodatge paral·lela a la pista, i les arribades i sortides d'avions impliquen sovint utilitzar la pista principal.
El procediment d'aproximació instrumental de l'aeroport és bastant difícil a causa del seu fort pendent de descens de 6,65°, més del doble de l'angle d'aproximació estàndard de 3°. Això es deu a la seva ubicació geogràfica a la desembocadura d'una vall.

## Aerolínies i destinacions

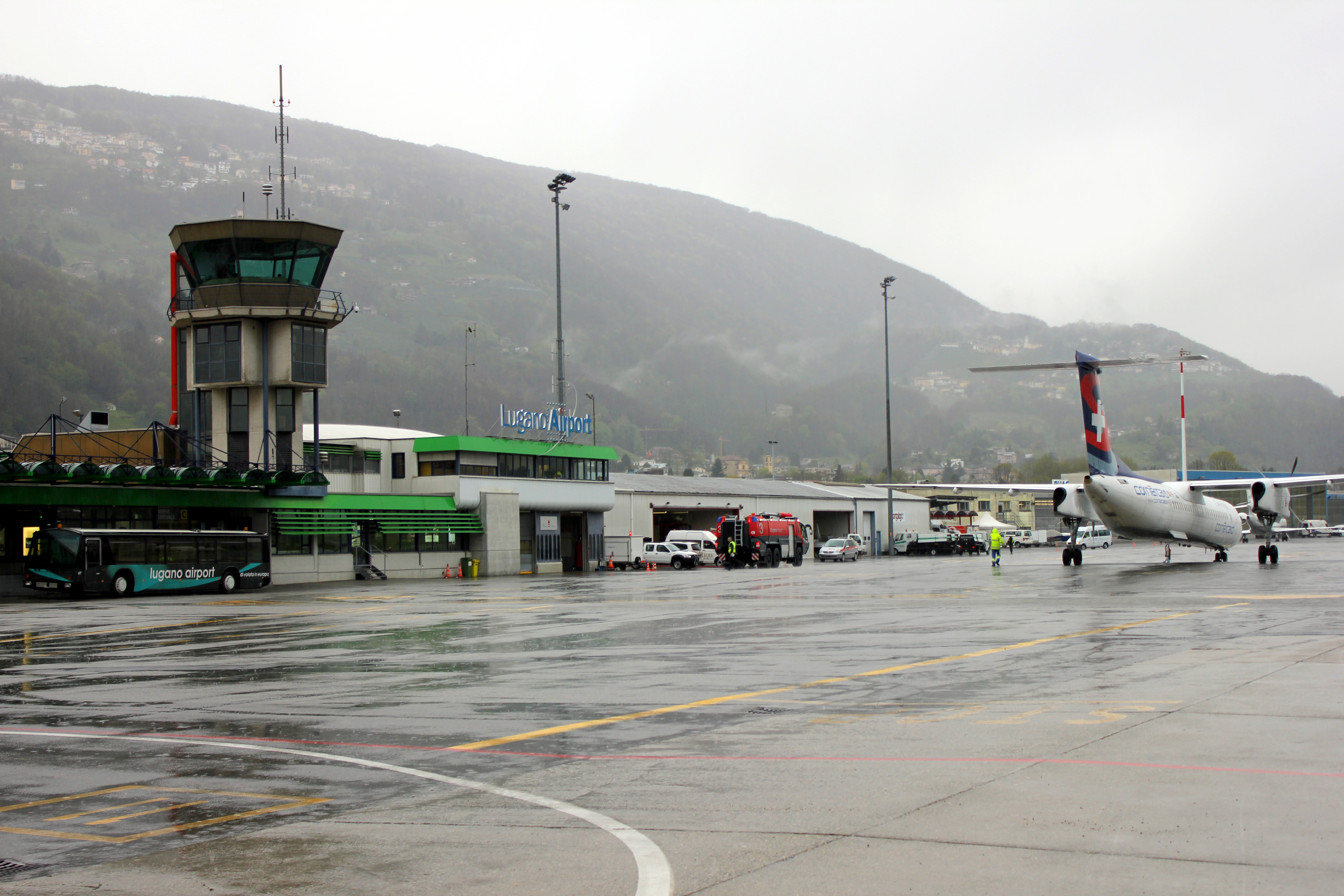
Plataforma

Les següents aerolínies ofereixen vols regulars i estacionals regulars a l'aeroport de Lugano:
| Aerolínies                    | Destinacions            |
| ----------------------------- | ----------------------- |
| Silver Air                    | Temporada: Elba, Lošinj |
| Swiss International Air Lines | Zuric                   |

L'aeroport internacional més important és l'Aeroport de Milà–Malpensa a Itàlia, aproximadament 65 km cap al sud.

## Transport terrestre

### Carretera
L'aeroport es troba a 6 km del centre de la ciutat de Lugano en carretera, i una distància similar a la de les cruïlles més properes a l'autopista A2. Té estacionament a llarg i curt termini, una parada de taxis i una selecció d'empreses de lloguer de cotxes.

### Tren
Un servei de trasllat amb autobús connecta l'aeroport amb l'estació de Lugano i el centre de la ciutat, connectant la majoria dels vols programats. L'estació d'Agno es troba a deu minuts a peu des de l'aeroport, i els trens connecten amb Lugano i Ponte Tresa cada 15 minuts de dilluns a divendres o cada 30 minuts els caps de setmana.